# Pierfrancesco Favino
Pierfrancesco Favino (n. 24 august 1969, Roma, Italia) este un actor italian.